# 九江庐山机场
九江庐山机场是一座服务中国江西省九江市的4C级军民合用机场。九江庐山机场位于江西省九江市柴桑区（原九江县）岷山乡、马回岭镇交界地区，距中心城区约40公里；联外交通方面，可以通过昌九高速公路自九江市区直达机场。往返两地，单程车程约三十分钟。九江机场亦位于庐山西南方向，庐山南山入口 (通远) 距离机场仅9.8公里；昌北机场位于本机场东南方向97.3公里处，南昌市则位于本机场东南方向约110公里。昌九高速公路同样将三者连结起來。两座机场相距不足100公里，这一情况于中国大陆中部地区，相对少见。

## 历史
九江机场本为军用机场；于1971年建成，为空军二级永备机场，1984年4月，经国务院、中央军委批准实施军民合用（国发（1984）59号文），1992年10月，九江机场民航站建成，1996年6月18日民航部分正式通航。隶属空军的旧中国联合航空公司一度开辟数条航线。其後好景不常，由于机场开航后三个月，京九铁路全线通车，陆路交通大为改善。加之九江市本身经济欠发达、城市人口不多，以及距离南昌昌北机场过近等原因，限制了庐山机场的客流量增长。
2000年2月9日，因严重亏损，九江庐山机场停航；2002年8月9日，九江庐山机场引资复航。
2002年10月11日又因亏损再次停航；2004年12月，九江市政府将九江庐山机场整体移交给江西机场集团公司经营管理，经过更新改造，九江庐山机场于2006年7月7日复航，但因当时急于尽快开通航线，在资金准备不足的情况下开航，致使2006年7月28日停航；2006年12月7日重新复航。
2014年，九江庐山机场在全国202个机场旅客吞吐量排行中位居155名，全年旅客发送量11.6万人。
2015年3月21日起，九江机场因空军部队跑道盖停航。以便进行跑道加厚及开展助航灯光改造工程。然而，根据中国民用航空局2016年民航机场生产统计公报，九江机场营运许可已于2016年5月自民航局注销。
2016年9月，九江市发改委向江西省发改委上报《关于请求批复江西九江庐山机场改造工程可研报告的请示》（九发改交通〔2016〕423号）及《可研报告》，申请实施庐山机场改造工程，主要改造内容为航站楼、空管、场道、货运区、供电、及助航灯光等，项目总投资2.34亿，筹资方案中九江市财政出资2.04亿元，江西省机场集团项目资金2900万元。
2021年1月19日，民航华东地区管理局下发了《关于颁发九江庐山机场使用许可证的通知》，九江庐山机场重新取得机场使用许可证。
2021年1月29日，民航华东管理局向九江庐山机场颁发机场使用许可证，同年10月31日复航；开通至深圳、西安的航班。

## 硬件设施

### 航站区
截至2022年4月，九江庐山机场航站楼面积11815平方米，为两层建筑；航空货站面积2374平方米，停车场面积9000平方米；可满足年旅客吞吐量50万人次的使用需求 。
|            | 设施                               | 方位指引            |
| ---------- | ---------------------------------- | ------------------- |
| 出发区域   | 头等舱、公务舱、金银卡、经济舱柜台 | 出发大厅1-2号柜台   |
| 出发区域   | 售票、候补柜台                     | 出发大厅候补柜台    |
| 候机区域   | 贵宾室                             | 出发隔离区1号贵宾室 |
| 到达区域   | 行李提取转盘                       | 到达大厅内          |
| 到达区域   | 行李查询                           | 到达大厅内          |
| 参考资料： |                                    |                     |

### 飞行区
截至2022年4月，九江庐山机场飞行区等级为4C级，飞行区面积155.3万平方米，机场标高为46.5米，消防救援和应急救护等级均为6.0级；民航站坪面积2万平方米，共设3个C类机位，均为远机位；水泥混凝土道面的跑道编号为04/22，长2800米，宽50米；跑道主降方向（04号跑道）设置I类精密进近灯光系统，次降方向（22跑道）设置B型简易进近灯光系统；平行滑行道长2800米；另有1条250米长，18米宽的民航垂直联络道，庐山机场可满足波音B737-800和空客A320及以下机型起降  。

## 运营情况
2022年5月12日，由海南航空执飞的HU7582航班，通过隆重的“过水门”仪式，平稳降落在九江庐山机场停机坪，标志着“北京＝九江＝海口”航线正式开通。新航线采取对飞模式，优化了航班的飞行时间。自当日起，北京、九江、海口往返航班为每周七班的“天天班”。
2022年8月16日，九江庐山机场正式通航“上海（浦东）⇋九江⇋成都（天府）”往返航班，航班每周二、四、六执行三班，九江至成都起飞时刻为14:00，九江至上海起飞时刻为20:40；新航班开通后，九江庐山机场的通达城市将达到6个，以九江为中心的三条线六个点的“米”字形航空网络布局基本形成。
2023年1月份，九江机场完成起降架次248架，同比增长287.5%，旅客吞吐量完成18884人次，同比增长862%，实现营业收入同比增长91.41%。并在1月26日，创造了单日旅客吞吐量1097人次的新纪录。
2023年春运，九江机场共完成旅客吞吐量2.7万人次，同比去年增长188.9%。2月11日，九江机场单日旅客吞吐量达1120人次，创造了九江机场重新通航以来单日旅客吞吐量纪录。
2023年2月，九江机场共保障航班248架次，同比增长129.6%；旅客吞吐量达20577人次，日均客流量735人次，同比增长130％，客座率达到71%。
2023年第一季度，九江机场起降架次及旅客吞吐量大幅超过2022年同期水平。第一季度九江机场顺利保障航班758架次，旅客吞吐量达62598人次，航班架次和旅客吞吐量分别同比增长了178%和281%，航班出港客座率达到70% 。特别是在刚刚过去的三月份，九江机场旅客吞吐量达23231人次，出港客座率达72%，再创历史新高。据数据显示，第一季度九江机场本站出发旅客占总旅客吞吐量比重为32%，同比去年的14%增长了18个百分点。
截止2023年4月中旬，九江庐山机场旅客吞吐量突破8万人次，较去年同比增长252%；飞机起降架次926架，较去年同比增长166.1%；数量是去年同期的近2倍，达到开航以来新高。
2023年4月29日至5月3日，“五一”小长假期间，九江机场共保障航班起降44架次，运输进出港旅客4467人次，分别同比2022年同期增长120%、161.8%。随着国内形势逐步稳定，航空客运市场逐步复苏，“五一”小长假释放了更多旅客出行需求，北京、海口、成都、上海、深圳等城市成为旅客假期外出旅游观光的热门选项，航班客座率平均达到78%以上。
截至2023年5月15日，九江机场2023年旅客吞吐量突破10万人次，客座率达到73%，刷新了九江机场旅客吞吐量同期纪录。
截止2023年6月13日，九江庐山机场旅客吞吐量达到12.6万人次，已是历年全年吞吐量最高记录，预计2023年旅客吞吐量将可达26万人次,突破2015年升级改造设计容量，连续三个月738机型最大起降架次接近700架次。机场发展形势持续向好,但也面临消防保障等级已无法满足发展需要，机坪、候机楼亟待扩容提升等系列问题。
截至2023年6月30日，九江庐山机场保障起降1568架次，旅客吞吐量达到14.26万人次，超过去年全年吞吐量，九江进出港占比53.6%，九江庐山机场服务九江群众出行效果明显，客座率、吞吐量和进出港率均突破历史最高纪录。截至2023年7月19日，进出港吞吐量达到了16.3万人次，客座率最高达到90%，九江进出港率最高达到70%。预计2023年旅客吞吐量将可达28万人次，突破2015年升级改造设计容量。
2023年10月29日起，九江庐山机场执行2023/24年冬春航季航班计划；较2023年夏秋航季，九江庐山机场取消了春秋航空的上海=九江=成都航线。
截止至2023年12月31日，九江庐山机场全年旅客吞吐量突破29万大关，达291270人次，同比增长161.32%，完成本年预计吞吐量27万人次的107.5%；完成航班起降3022架次，同比增长71.7%，完成本年预计运输架次3000架次的100.8%；平均客座率达78%，同比去年增加21个百分点。2023年九江机场在旅客吞吐量、运输架次及平均客座率方面都远超预估值并达到九江机场开航以来的最高峰。
2024年3月5日，随着九江机场当日最后一个航班BK2764的起飞，为期40天的春运工作圆满结束。春运期间，九江机场完成航班起降302架次，保障32009名旅客平安出行，同比2023年春运增长16.7%；平均客座率78%,同比增长10个百分点。
2024年4月2日，九江庐山机场开通宁波⇋九江⇋成都天府航线， 该航线由华夏航空采用空客320机型执飞，初期每周二四六共三班， 从东海之滨到庐山脚下，全程不到一个半小时，九江也成了宁波机场直飞江西省内的第5个通航城市。宁波飞九江航线的开通，为两地间旅客出行及宁波人游庐山提供了新选择，九江庐山机场也是目前到达庐山景区最便利的交通方式之一。
截至2024年3月底，“西安—九江—深圳”“北京—九江—海口”“成都—九江—上海“ 航线共有5682架次航班，承运人数共48.5万余人次，其中过站人数23.7万人次，九江进港人数12.5万人次，九江出港人数12.2万人次，客座率平均为71％。
2024年8月10日，九江机场单日旅客吞吐量突破1600人次，同比去年同期增长20%，再创单日旅客吞吐量历史新高；7月，九江机场吞吐量29600余人次，客座率78%；8月以来，九江航空市场进一步升温，单日平均旅客1175人次，日均客座率达87%。据测算，8月机场吞吐量有望再次刷新月度最高纪录，突破30000人次。
2024年10月，江西机场集团发布24年冬航季庐山机场航班时刻表；该航季取消了华夏航空执飞的宁波=九江=成都航线，新增了天津航空执飞的天津=九江=昆明往返航线，每周二、四、六执飞。
2024年冬航季，九江机场运营国内航班计划每周68架次（日均8架次 每周二、四、六是12架次），合计有4家国内航空公司经营4条客运航线，航线通航6个航点。
2025年8月9日，九江庐山机场突破开航以来单日旅客吞吐量最高纪录，当日进出港旅客达2004人次。

### 航线审批
2023年7月，根据《民航局2023年夏秋航季季中第一次颁发、注销国内航线经营许可信息通告》中显示，九江庐山机场将新增东方航空的上海-九江-成都（往返）航线，每周14班；并注销了九元航空的广州-九江航线的登记许可。
2023年10月8日，据海南航空官方微信公众号发布消息，2023/24年冬春航季，九江庐山机场将会按照新的时刻表执飞航线；至此北京=九江往返，海口=九江往返航线已实现两地之间直飞运行。
2024年1月，根据《中国民用航空2023/24年冬春航季季中颁发、注销国内航线经营许可信息通告》中显示，东方航空的上海-九江-成都（往返）航线核准审批已经注销。

### 管理
2003年12月18日，江西省人民政府，首都机场集团公司正式签订“重组江西民用机场合作协议”，标志着江西一干六支机场的江西省机场集团公司成为首都机场集团公司的全资子公司。
2021年1月，更名为江西省机场集团有限公司九江机场分公司。

## 航空公司与航点
2025年夏秋航季（3月30日至10月25日），开通运营航线5条，通航城市8个。
| 航空公司     | 目的地         |              |
| ------------ | -------------- | ------------ |
| 大新华航空   | 北京首都       | 每日         |
| 奥凯航空     | 深圳、西安     | 每日         |
| 海南航空     | 海口           | 每日         |
| 天津航空     | 天津、昆明     | 周二、四、六 |
| 多彩贵州航空 | 宁波、成都天府 | 周二、四、六 |

.
航班执行时间：2025年3月30日-2025年10月25日
九江庐山机场24年冬航季航班时刻表

## 统计数据
| 年份 | 旅客吞吐量（人次） | 同比（%）      | 货邮吞吐量（吨） | 同比（%）      | 飞机起降（架次） | 同比（%）      |
| ---- | ------------------ | -------------- | ---------------- | -------------- | ---------------- | -------------- |
| 2006 | 1558               | /              | 0.8              | /              | 32               | /              |
| 2007 | 7398               | 374.8          | 0.5              | -37.5          | 234              | 631.3          |
| 2008 | 43028              | 481.6          | 7.4              | 1380.0         | 766              | 227.4          |
| 2009 | 62393              | 45             | 15.2             | 105.4          | 1128             | 47.3           |
| 2010 | 81555              | 30.7           | 64.2             | 322.4          | 1442             | 27.8           |
| 2011 | 85429              | 4.8            | 81.3             | 26.6           | 1516             | 5.1            |
| 2012 | 73258              | -14.2          | 317.6            | 290.7          | 1312             | -13.5          |
| 2013 | 118353             | 61.6           | 578              | 82.0           | 1848             | 40.9           |
| 2014 | 116363             | -1.7           | 522.3            | -9.6           | 1836             | -0.6           |
| 2015 | 25960              | -77.7          | 111.7            | -78.6          | 416              | -77.3          |
| 2016 | 机场停航改造中     | 机场停航改造中 | 机场停航改造中   | 机场停航改造中 | 机场停航改造中   | 机场停航改造中 |
| 2017 | 机场停航改造中     | 机场停航改造中 | 机场停航改造中   | 机场停航改造中 | 机场停航改造中   | 机场停航改造中 |
| 2018 | 机场停航改造中     | 机场停航改造中 | 机场停航改造中   | 机场停航改造中 | 机场停航改造中   | 机场停航改造中 |
| 2019 | 机场停航改造中     | 机场停航改造中 | 机场停航改造中   | 机场停航改造中 | 机场停航改造中   | 机场停航改造中 |
| 2020 | 机场停航改造中     | 机场停航改造中 | 机场停航改造中   | 机场停航改造中 | 机场停航改造中   | 机场停航改造中 |
| 2021 | 15880              | /              | /                | /              | 222              | /              |
| 2022 | 110977             | 598.8          | 0.004            | /              | 1808             | 714.4          |
| 2023 | 289789             | 161.1          | 0.2              | 5450.0         | 3050             | 68.7           |
| 2024 | 306758             | 5.9            | /                | /              | 3056             | 0.2            |
| 2025 | 178848             | 33.1           | /                | /              | 1784             | 26.7           |

注：2025年数据截至当年6月份

## 交通

### 机场巴士
2023年夏秋航季，九江汽车站发车到庐山机场的班次为每日4趟，分别是 7:20、10:40、11:50、12:40，从机场返回的班次分别是 9:15、12:40、13:50、14:40。
注意：2023年夏秋航季，每周二、四、六九江汽车站增开18:20班次，庐山机场增开20:10班次。
九江汽车站-庐山机场价格为：15元/人次

### 停车
机场的停车场现可提供120多个大小车位，对所有大中型客车和小车实行免费24小时停放。